# Ober Maïdan
Ober Maïdan est un nom fictif, un nom de code donné par les Nazis allemands au centre d'extermination de Treblinka, en Pologne.
Vassili Grossman, correspondant de guerre du journal soviétique Krasnaïa Zvezda, cite ce lieu dans ses carnets de guerre et explique la supercherie allemande destinée à leurrer et tranquilliser les déportés.